# 弗雷尔施泰特
弗雷尔施泰特是德国下萨克森州的一个市镇。总面积6.13平方公里，总人口826人，其中男性435人，女性391人（2011年12月31日），人口密度135人/平方公里。